# Carlos Medel
Eurípides Carlos Medel Toro (Larmahue, Pichidegua, 1935-24 de febrero de 2007), más conocido como Negro Medel, fue un folclorista chileno. Fue parte del grupo Millaray en la década de 1950, y desde los años 1960 se dedicó a difundir la música folclórica chilena en forma solista, lo que le valió el Premio a la Música Nacional Presidente de la República en 2006.

## Carrera
Nació en 1935 en Larmahue Viejo, comuna de Pichidehua, hijo de la cantora Zoila Toro. En 1952 inició como cantor, y en 1959 conoció a la folclorista Gabriela Pizarro, quien lo invitó a formar parte del conjunto Millaray, creado un año antes, y que se haría conocido por su difusión de la música chilota y la proyección folclórica.
En 1963 dejó Millaray e inició una carrera solista, que lo llevó a difundir la música folclórica tanto en Chile como en el extranjero, y colaboró con artistas como Margot Loyola y el grupo Cuncumén, entre otros.
Recibió numerosos reconocimientos durante su carrera. En 1995 recibió una pensión por gracia del Estado chileno, y dos años más tarde fue galardonado con el «Premio al mérito artístico» entregado por la Sociedad Chilena del Derecho de Autor (SCD). En 2002 fue declarado hijo ilustre de Pichidegua, y al año siguiente recibió el Premio Nacional de Folclor, entregado por la Municipalidad de Santiago y la SCD. En diciembre de 2006 recibió el Premio a la Música Nacional Presidente de la República de manos de la presidenta Michelle Bachelet.

## Fallecimiento
En octubre de 2006 fue diagnosticado con un cáncer de páncreas. Falleció la madrugada del 24 de febrero de 2007, a los 72 años. Sus restos fueron enterrados en el Cementerio Metropolitano en Santiago de Chile.